# Koolasuchus
Koolasuchus es un género extinto de temnospóndilo que vivió en lo que hoy es Australia. Se conoce una especie de este género, K. cleelandi. Vivió aproximadamente hace 120 millones de años, a principios del período Cretácico, en el Barremiense. Es uno de los anfibios más grandes jamás descubiertos y uno de los mayores depredadores conocidos del Mesozoico australiano. Koolasuchus fue nombrado en 1997 del Grupo Strzelecki del período Aptiense en la formación Wonthaggi en Victoria. Es conocido a partir de cuatro fragmentos de la mandíbula inferior y varios huesos postcraneales, incluyendo costillas, vértebras, una fíbula, y partes de la cintura escapular. Fue descubierto en 1989 por la paleontóloga Lesley Kool y el geólogo Mike Cleeland, sobre la base de los cuales se nombró la especie tipo Koolasuchus cleelandi. El nombre del género significa "cocodrilo de Kool" en griego y también hace un juego de palabras con la palabra "cool" (frío, en inglés) en referencia al clima frío de su ambiente. Sus restos, dos fragmentos de mandíbula enterrados a 80 centímetros de profundidad, fueron hallados en Strzelechi Range, al sur de Melbourne y cerca de San Remo, Victoria.

## Supervivencia
Koolasuchus pertenecía al grupo Chigutisauridae. Vivió en la zona rift donde el sur de Australia estaba empezando a escindirse de la Antártida, quizá ambos lugares. Esto, además, es notable porque fue uno de los mayores temnospóndilos y sobrevivió largo tiempo después de que todas las especies emparentadas con él se hubieran extinguido.

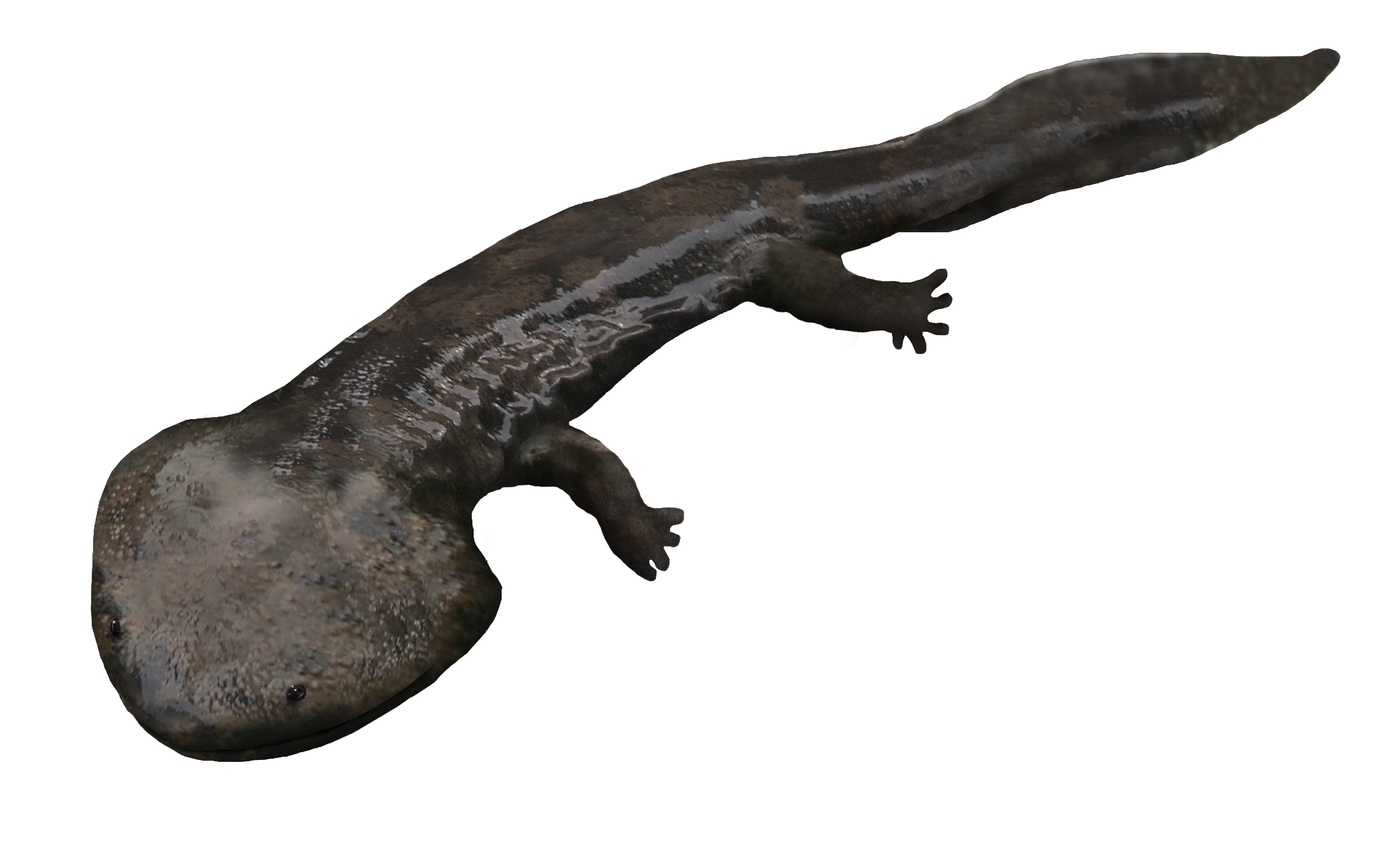
Recreación artística y comparación de tamaño.

Se cree que la competición con fitosaurios durante el Triásico superior, y, después, con los cocodrilos, contribuyeron al declive general de los temnospóndilos. En esta época Australia estaba dentro del Círculo polar antártico, donde había un clima demasiado frío para los cocodrilos, protegiendo a estos anfibios de su competencia. Koolasuchus pudo sobrevivir en este clima frío porque, como las modernas salamandras, se cree que pudo hibernar durante los meses de invierno. Aunque los cocodrilos eran comunes durante el Cretácico Inferior, éstos estaban ausentes del sur de Australia hace 120 millones de años, posiblemente debido al clima frío. Hace 110 millones de años, las temperaturas se volvieron más cálidas, como se desprende de los análisis de las rocas en la localidad fósil de Dinosaur Cove, y los crocodilianos regresaron al área. Estos crocodilianos probablemente desplazaron a Koolasuchus, conduciendo a su desaparición en las rocas más recientes.

## Características
Como otros anfibios chigutisáuridos, Koolasuchus presentaba una cabeza ancha y redondeada, y unos "cuernos" tabulares proyectándose desde la parte posterior del cráneo. Aunque no se conoce de materiales completos, el pesado cráneo probablemente medía hasta 65 centímetros de largo. Esto contrastaba con su cuerpo ligero y cortos miembros. Tenía los ojos en lo alto de la cabeza, como los cocodrilos y otros anfibios de su grupo.
Pesaba algo más de media tonelada, probablemente gran parte de este peso correspondía a su cabeza en forma de pala. Medía alrededor de 5 metros de largo, pero solo unos 30 centímetros de alto. Todo esto sugiere que era un cazador de emboscada.

## Alimentación
Sus características lo convierten en una especie esencialmente acuática, aunque podría arrastrarse en tierra lentamente. Entre sus presas más usuales se encontraban animales como peces, cangrejos, moluscos y diversos tipos de fauna acuática, que podía cazar fácilmente gracias a su enorme boca. Basándose en las rocas de grano grueso en las que se encontraron sus restos fósiles, Koolasuchus probablemente vivía en ríos de corrientes rápidas. Aunque sería un eficaz nadador, es posible que aguardara en el fondo del agua esperando a que una presa adecuada pasase cerca desprevenida. De esta forma podría atrapar animales terrestres pequeños desde el agua como mamíferos o pequeños dinosaurios que se acercaran a beber, por ejemplo Leaellynasaura, como complemento ocasional de su dieta. Este es un hábito alimenticio similar las actuales salamandras gigantes asiáticas. Además, estas salamandras utilizan un conjunto de sensores en su cabeza y cuerpo para detectar a su presa. Es probable que Koolasuchus utilizase el mismo método en aguas turbias.

## En la cultura popular
Koolasuchus fue representado en el quinto episodio de la serie de televisión de la BBC Paseando con Dinosaurios. En dicho episodio se representaba a Koolasuchus como un depredador de emboscada, similar en hábitos a un cocodrilo.

## Literatura
- Benton, M. J. (2004) Vertebrate Paleontology, 3rd Ed. Blackwell Science Ltd.
- Warren, A. A. Kool, L. Cleeland, M. Rich, T. H. Vickers Rich (1991) An Early Cretaceous labyrinthodont. Alcheringa: An Australasian Journal of Palaeontology, Volume 15, Issue 4 1991, pages 327 - 332

- Datos: Q132690
- Multimedia: Koolasuchus / Q132690
- Especies: Koolasuchus cleelandi